# Бриевые
Бри́евые, или Зелёные мхи, или Брии́ды (лат. Bryidae) — подкласс мхов класса Листостебельные мхи (Bryopsida).

## Описание
Растут отдельными особями, группами, куртинами или сплошным покровом. Протонема обычно представляет собой сильно разветвленную, стелющуюся по поверхности нить, крепящуюся к почве ризоидами.
Стебель длиной от нескольких мм до 50 см. В поперечном сечении сглаженный треугольный, округлый, округло-многоугольный или овальный. Состоит из однородных или дифференцированных клеток.
Листья простые, цельные, сидячие, бесчерешковые, прикрепленные поперёк или наискось к стеблю. У большинства видов морфологически не расчленены, представляют собой однослойную пластинку с многослойной жилкой, проходящей вдоль листа.

## Среда обитания и распространение
Наиболее интенсивно растут на пониженных увлажнённых участках в тундре, лесах и на болотах. Являются пионерами, то есть первыми видами, заселяющими новые территории.
Распространены по всему миру от тундры и лесотундры до степей и пустынь.

## Систематика
В классификации, предложенной Goffinet B. и W. R. Buck в 2006 году, подкласс  включает следующие надпорядки и порядки:
- надпорядок Bryanae
  - Bryales — Бриевые (порядок)
  - Hedwigiales
  - Orthotrichales — Ортотриховые (порядок)
  - Splachnales
- надпорядок Rhizogonianae
  - Rhizogoniales
- надпорядок Hypnanae
  - Hookeriales
  - Hypnales — Гипновые, в т. ч. вид Neckera bhutanensis

Согласно базе данных Catalogue of Life на январь 2025 года подкласс включает следующие надпорядки и порядки:
- надпорядок Bryanae Goffinet et W.R. Buck, 2004
  - Aulacomniales N.E. Bell, A.E. Newton et D. Quandt, 2007
  - Bartramiales M. Menzel, 1992 —  Бартрамиевые
  - Bryales Limpr., 1876 —  Бриевые
  - Hedwigiales Ochyra, 2003
  - Orthodontiales N.E. Bell, A.E. Newton et D. Quandt, 2007
  - Orthotrichales Dixon, 1932 —  Ортотриховые
  - Rhizogoniales Goffinet et W.R. Buck, 2004
  - Splachnales Ochyra, 2003 —  Сплахновые
- надпорядок Hypnanae W.R. Buck, C.J. Cox, A.J. Shaw et Goffinet, 2005
  - Hookeriales M. Fleisch., 1920 —  Гукериевые
  - Hypnales W.R. Buck et Vitt, 1986 —  Гипновые
  - Hypnodendrales N.E. Bell, A.E. Newton et D. Quandt, 2007 — Гипнодендраловые
  - Hypopterygiales Goffinet, 2019
  - Ptychomniales W.R. Buck, C.J. Cox, A.J. Shaw et Goffinet, 2005